# Диоба Јакшића
Диоба Јакшића је народна епска песма покосовског циклуса у којој се говори о подели наследства и свађи око његове поделе између браће Дмитра и Богдана Јакшића.

## Радња
Након договора о подели  наследства браћа се сукобљавају око коња и сокола. Старији брат Дмитар ради своје похлепности жели да он добије и коња и сокола, што Богдану није одговарало. Дмитар једног дана одлазећи у лов наређује својој жени Анђи да отрује Богдана. Анђелија која је имала јако добре односе са својим девером је морала да донесе врло тешку одлуку. Анђелија није хтела ни да науди свом деверу, али није хтела ни да напусти мужа јер је била јако патријархална па је због тога одлучила да их помири. Уместо да отрује Богдана она му поклања златну молитвену чашу - њену омиљену. У замену је тражила да он њој поклони коња и сокола. Он њој поклања коња и сокола у замену за ту чашу, која је у то време била симбол љубави и породичног благостања. У то време Дмитар неуспешно ловећи по шуми наилази на сокола коме је једно крило било сломљено. Он тада схвата шта је учинио и брзо креће ка двору да спречи своју злу судбину. Кад је дошао у двор био је пресрећан што га Анђелија није послушала, јер је схватио да је због обичне ситнице могао да остане без брата.

## Тумачење
Ова пјесма се тумачи као врло поучна јер показује којом странпутицом може отићи човек руковођен гневом, али и на које духовне висине га могу попети племенитост и љубав. Коњ и соко су симболи великашког статуса. Браћи Јакшић су тај статус, престиж, образ и част били вреднији од братске љубави, па су се у свом гневу понашали себично и нечовечно. Насупрот њих, Анђелија је показала сву величину људског срца. Пуна разумевања и љубави, својом мудрошћу и племенитошћу успела је да спречи братоубиство и помири завађену браћу.